# Chalcolemia nakanai
Chalcolemia nakanai Zhang & Maddison, 2012 è un ragno appartenente alla famiglia Salticidae.
È l'unica specie nota del genere Chalcolemia.

## Distribuzione
Gli esemplari di questa specie sono stati rinvenuti in Papua Nuova Guinea (Nuova Britannia).

## Tassonomia
Per la determinazione delle caratteristiche di questo genere sono stati esaminati gli esemplari di C. nakanai Zhang & Maddison, 2012.
Dal 2015 non sono stati esaminati altri esemplari, né sono state descritte sottospecie al 2022.